# پراجنا
پراجنا Prajñā (به سانسکریت: प्रज्ञा) پالی (پالی: पञ्ञा)، اصطلاحی که اغلب به عنوان «خرد»، «هوش» یا «فهم» ترجمه می‌شود. در متون بودایی به عنوان درک ماهیت واقعی پدیده‌ها توصیف شده‌است.
حکمت و فرزانگی پراجنا ذهن را بتدریج از پلیدیها و کدورت‌ها پاک می‌گرداند و جریان حیات را بسوی آرامش و آسایش رهبری می‌کند.

## اشتقاق لغات
پراجنا (प्रज्ञा) اغلب به عنوان «حکمت» ترجمه می‌شود، اما به گفته دیمین کیون، محقق اخلاق زیستی بودایی، از نظر معنایی به «بصیرت» و «شهود» نزدیکتر است. 
- ज्ञा (ज्ञा) را می‌توان به عنوان «آگاهی» و «درک» ترجمه کرد.
- پرا (प्र) تقویت‌کننده‌ای است که می‌توان آن را به‌عنوان «سطوح بالاتر» یا «ادراکی دیگر» ترجمه کرد، [۳] که اشاره به خودآگاهی دارد. [۳]

سنت بودایی هند و تبتی نیز درک دیگری از پراجنا دارد، که یک جذبه و مراقبه یا حالت آگاهی است که از تحلیل ناشی می‌شود و به حقیقت نهایی منتهی می‌شود.